# Orqushë
Orqushë (serb. Орчуша, Orčuša) – wieś w Kosowie, w regionie Prizren, w gminie Dragaš. W 2011 roku liczyła 60 mieszkańców. 